# گوستاو ساکه
گوستاو ساکه (فرانسوی: Gustave Saacké‎؛ ۲۰ اوت ۱۸۸۴ – ۱۸ آوریل ۱۹۷۵) معمار اهل فرانسه بود.
از افتخارات وی میتوان به کسب مدال طلا طراحی ساختمان در بخش مسابقات هنری بازی‌های المپیک تابستانی ۱۹۳۲ اشاره کرد.